# 21428 Junehokim
21428 Junehokim è un asteroide della fascia principale. Scoperto nel 1998, presenta un'orbita caratterizzata da un semiasse maggiore pari a 2,2469646 UA e da un'eccentricità di 0,0679847, inclinata di 3,76760° rispetto all'eclittica.